# Etimoni Timuani
Etimoni (Reme) Timuani (Funafuti, 14 augustus 1991) is een Tuvaluaans voetballer die uitkomt voor Tofaga A. Daarnaast was hij ook actief in de atletiek.

## Voetbal

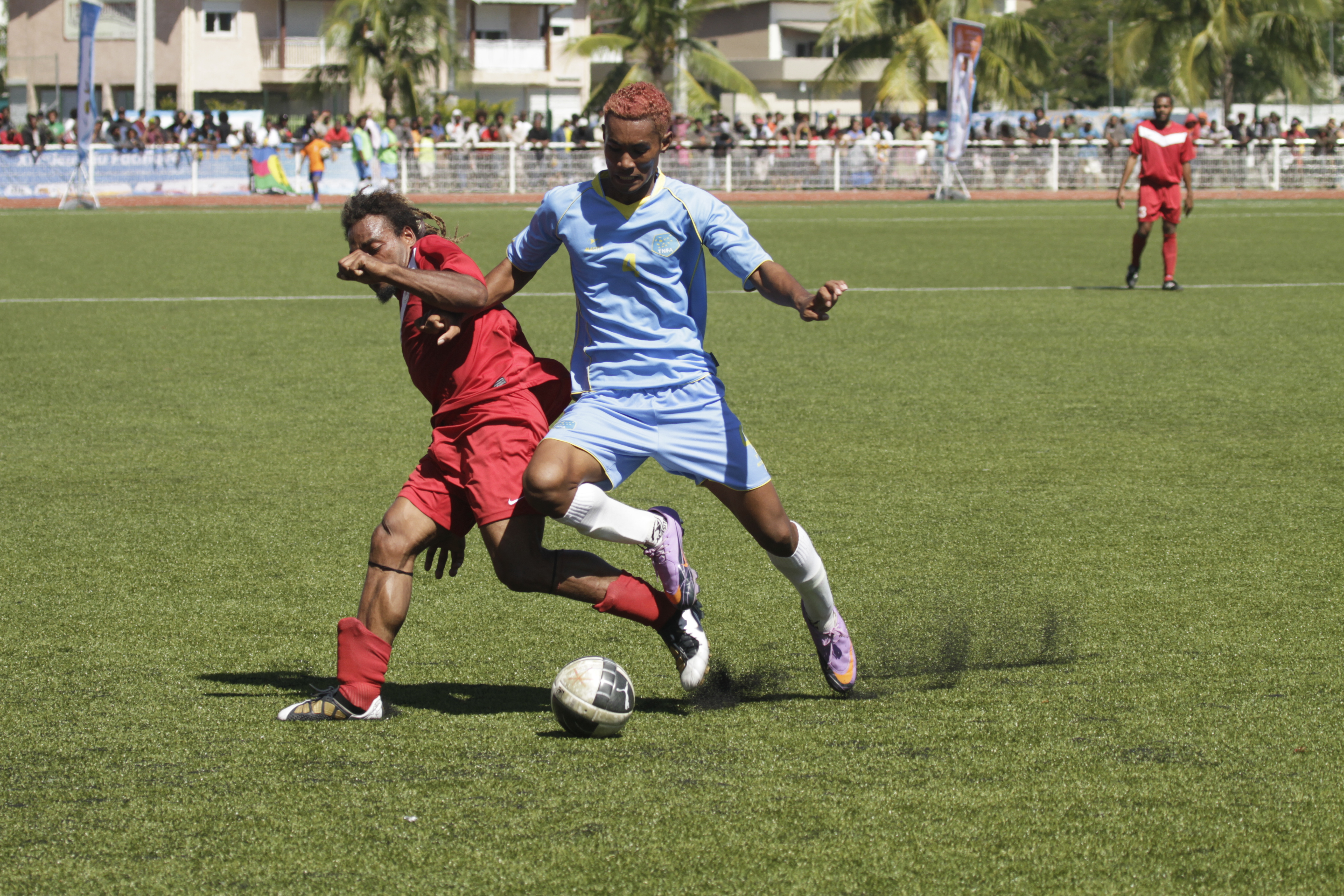
Reme in actie tegen Nieuw-Caledonië

In 2011 speelde Reme voor Lakena United A, en sinds 2012 voor Tofaga A, waar hij captain is.
Reme speelde zes wedstrijden voor het Tuvaluaans voetbalelftal waarvan vijf bij de Pacific Games 2011.. En hij speelde ook vier wedstrijden voor het Tuvaluaans zaalvoetbalteam op de Oceanian Futsal Championship 2011.
In 2012 werd Reme topscorer bij de NBT Cup voor B teams met 8 doelpunten.

### Erelijst

#### Persoonlijke prijzen
- Topscorer NBT Cup voor B teams: 2012

## Atletiek
Als atleet vertegenwoordigde Timuani Tuvalu in 2015 op de Pacific Games in Papoea-Nieuw-Guinea. Hij kwam er uit op de 100 m, maar werd in zijn serie gediskwalificeerd wegens een valse start. Tijdens de wereldkampioenschappen atletiek in Peking, later dat jaar, strandde hij in de voorronde met een tijd van 11,72 s. Hij kwalificeerde zich vervolgens als enige Tuvaluaan voor de Olympische Spelen van 2016 in Rio de Janeiro, waar hij op de 100 m opnieuw niet verder kwam dan de voorronde. Hij kwam ditmaal tot een tijd van 11,81.

### Persoonlijk record
| Onderdeel | Prestatie | Datum            | Plaats |
| --------- | --------- | ---------------- | ------ |
| 100 m     | 11,72 s   | 22 augustus 2015 | Peking |

1 Sieni ·
2 Pokia ·
3 Tofuola ·
4 Timuani ·
5 Takataka ·
6 Penisula ·
7 Liva ·
8 Tinilau ·
9 Tiute ·
10 Lepaio ·
11 Panapa ·
12 Petoa ·
13 Stanley ·
14 Sogivalu ·
15 Ofati ·
16 Selau ·
17 Ale ·
18 Petaia ·
19 Lima'alofa ·
20 Okelani ·
24 Tapasei ·
Coach: De Haan
1 Tailolo ·
2 Sogivalu ·
3 Taukatea ·
4 Lepaio ·
5 Maleko ·
6 Petaia ·
7 Ionatana ·
8 Uaelesi ·
9 Petaia ·
10 Panapa ·
11 Tiute ·
12 Timuani ·
Coach: Vave